# Opusové číslo
Opusové číslo (z latinského opus = dílo, práce) je pořadové číslo určitého díla v rámci seznamu prací umělce. Používá se zejména v hudbě, často ve formě zkratky op. následované samotným číslem. Díla jsou obvykle řazena chronologicky podle doby vzniku nebo vydání, a podle opusového čísla tak lze například zařadit skladbu do určitého tvůrčího období umělce. Kromě toho jsou opusová čísla užitečná při rozlišování skladeb, které mají podobný název (například různé klavírní sonáty ve stejné tónině). 

## Různé způsoby přidělování
V praxi je někdy využití opusových čísel pro orientaci v dílech jednotlivých skladatelů komplikovanější kvůli jejich nesystematickému přidělování. Zpočátku je přidělovali vydavatelé pouze publikovaným dílům, a to podle pořadí vydání, které se nemuselo shodovat s pořadím vzniku. Kromě toho bylo do jednoho vydaného svazku (s jedním opusovým číslem) sdružováno více skladeb. Například prvních pět opusů Arcangela Corelliho obsahuje vždy po dvanácti houslových sonátách. Jednotlivé skladby se pak označují jako op. 1, č. 1 nebo op. 1/1 apod.
V 19. století začali skladatelé častěji sami přidělovat svým skladbám opusová čísla, která tak lépe odrážela pořadí jejich vzniku. Přidělovali je obvykle jednotlivým skladbám, nicméně písně a drobné skladbičky byly stále sdružovány do sbírek s jedním číslem, případně jim nebylo opusové číslo přiděleno vůbec. V některých případech (Richard Strauss, Antonín Dvořák) nebyla opusová čísla přidělována postupně (například Dvořákova Symfonie č. 5 z roku 1875 má opusové číslo 76, o pět let mladší Symfonie č. 6 je op. 60), nebo bylo již přidělené opusové číslo později použito pro zcela jinou skladbu.
Koncem 19. století se mezi skladateli rozšířil zvyk dávat svým dílům popisné názvy, které postačují pro identifikaci skladby, a od používání opusových čísel se částečně ustoupilo, i když je dodnes někteří autoři svým dílům přiřazují. 

## Jiné systémy číslování
Pro jednoznačnou identifikaci skladeb autorů, kteří opusová čísla svým dílům vůbec nepřidělovali (většina barokních skladatelů) nebo jejichž tvorba je opusovými čísly pokryta velmi neúplně či nekonzistentně, se místo opusových čísel používají spíše katalogy sestavené muzikology. U každé skladby je uveden kód katalogu, který je odvozen buď od jména skladatele, nebo katalogizátora, a pořadové číslo. Tímto způsobem je zpracováno například dílo těchto skladatelů:
- Johann Sebastian Bach – jeho dílo roztřídil tematicky (nikoliv chronologicky) Wolfgang Schmieder v katalogu BWV (Bach Werke Verzeichnis)
- Jean-Baptiste Lully – katalog LWV (Lully Werke Verzeichnis) vytvořil Herbert Schneider
- Joseph Haydn – katalog vytvořil Anthony van Hoboken a počátečním kódem je zkratka Hob.; například Haydnovy smyčcové kvartety jsou však známější pod svým opusovým číslem[zdroj⁠?!]
- Wolfgang Amadeus Mozart – položky Köchelova katalogu (Köchel-Verzeichnis) začínají písmenem K nebo KV
- Franz Schubert – seznam jeho skladeb sestavil Otto Erich Deutsch, proto začínají písmenem D
- Antonín Dvořák – položky v katalogu Jarmila Burghausera začínají písmenem B